# Hayat Music
Pour les articles homonymes, voir Hayat.
Hayat Music est une chaîne de télévision musicale du groupe Hayat en bosniaque.

## Diffusion
Hayat Music est diffusé par les opérateurs TV en Bosnie-Herzégovine ainsi que dans le monde entier par BosnaTV et NetTVPlus.